# Эйдос
Э́йдос (др.-греч. εἶδος — вид, облик, образ) — термин античной философии и литературы, первоначально обозначавший «видимое», «то, что видно», но постепенно получивший более глубокий смысл — «конкретная явленность абстрактного», «вещественная данность в мышлении»; в общем смысле — способ организации и/или бытия объекта. В средневековой и современной философии — категориальная структура, интерпретирующая исходную семантику какого-либо понятия.
Э́йдосы — термин античной философии, обозначающий «конкретную явленность, данную визуально». В античной натурфилософии понимался как образ, у элеатов выступал как сущность, у Аристотеля употребляется в значении «форма».

## Доплатоновская традиция
В досократовской натурфилософии (милетская школа, Гераклит, Эмпедокл, Анаксагор, Демокрит) «эйдос» понимается как фиксация, организация вещи в чувственно воспринимаемом континууме, то есть «эйдос» в наиболее конкретном понимании — организующая, фиксирующая наружность, которая «позволяет» вещи собственно существовать (быть видимой, иметь облик, восприниматься как образ и т. п.). Такое эйдотическое оформление вещи мыслится как результат воздействия на пассивное субстанциальное начало (архэ, ἀρχή) начала активного, воплощающего закономерность мира; такое начало (логос, λόγος; нус, νόος и т. п.) ментально и целеполагающе тем, что [как раз] несёт в себе «эйдос» будущей вещи.
Слово «эйдос» впервые появляется в гомеровском эпосе, где обозначает «наружность», и преимущественно «прекрасную» наружность. В ранней натурфилософии «эйдос» понимается почти исключительно как образ; Демокрит фиксирует термином «эйдос» принципиальную изначальную оформленность структурных единиц мироздания (атом у Демокрита также обозначается этим термином). Парменид, предвосхищая идеализм, развивает понимание «эйдоса» как собственно уже сущности вещи, но ещё так или иначе видимой.
Таким образом, в древнегреческой философии, языке и культуре в целом, в этом смысле понятие «эйдоса» оказывается фактически эквивалентно понятию идеи (ἰδέα — внешний вид, внешность, наружность). 
Соотношение эйдоса с субстратным архэ выступает фундаментальной семантической оппозицией античной философии, и обретение вещью эйдоса мыслится как «овеществление» этого эйдоса, превращение абстрактности эйдоса в неабстрактность вещи. Это задаёт семантическую связанность понятия эйдоса с понятием формы. И если феномен субстрата в античной культуре сопрягается с материальным (соответственно — материнским, женским) началом, то феномен эйдоса — с идеальным (отцовским, мужским).

## Платоновская традиция

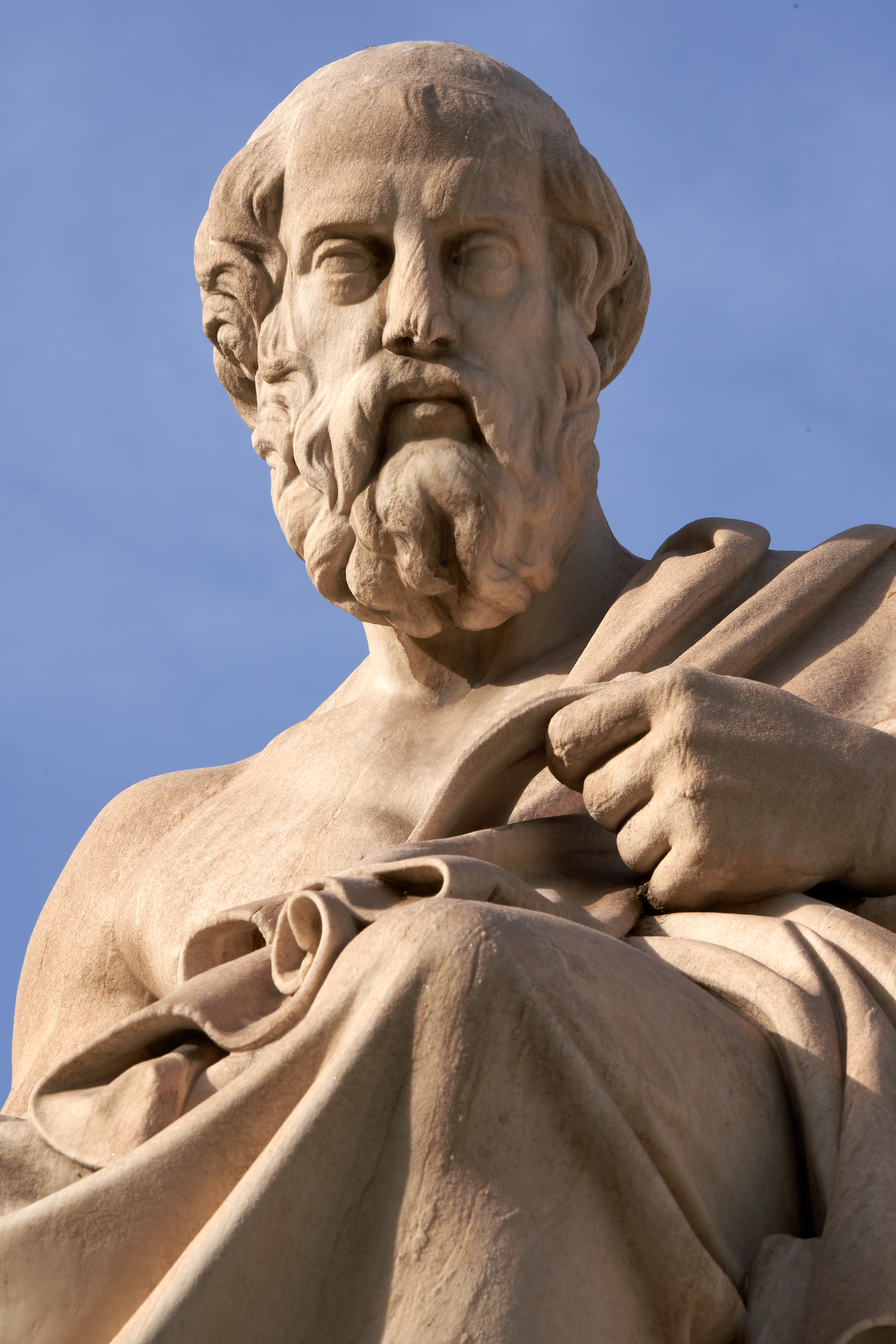
Статуя древнегреческого философа Платона у здания Афинской академии

Впервые у Платона термин «эйдос» появляется в диалоге «Евтифрон». Если досократовская натурфилософия понимает под «эйдосом» собственно оформление [чувственно воспринимаемой] вещи, у Платона содержание понятия существенно трансформируется. Прежде всего, «эйдос» у Платона понимается как главная суть явления или вещи, характеризующая её уникальность и кроме того он является эталоном, наилучшим образцом. «Эйдос» теперь подразумевается не как внешняя, но как внутренняя форма, то есть имманентный способ бытия вещи. Кроме того, эйдос теперь обретает онтологически самостоятельный статус, формируя трансцендентный мир идей (то есть собственно мир эйдосов) как совокупность абсолютных и соверше́нных образцов возможных вещей. Как бы первичный архив всего сущего в виде абстрактных образов, чертежей-эталонов, существующих вне физического мира, но эманирующих в материальное.
В отличие от «идеи», «эйдос» уже не обобщает, но наоборот выделяет и отличает вещь от других вещей, являясь совокупным набором всех отличительных признаков и особенностей этой вещи. Совершенство эйдоса обозначается у Платона через семантическую фигуру неподвижности его сущности (усия, οὐσία), изначально равной самой себе (ср. с бытием у элеатов, чья «самодостаточность» фиксировалась как неподвижность). Эйдос можно считать предельно оптимальным, наилучшим образцом чего-либо, который уже невозможно улучшить, любое изменение которого обязательно снижает эффективность (в той сфере деятельности, для которой эйдос предназначен). Это (образно выражаясь) ось, центральное ядро вещи или явления, точка баланса и равновесия, существующая сама по себе в мире образов. Способом бытия эйдоса в таком случае является его воплощаемость и воплощённость во множественных вещах в соответствии со своей функциональной структурой как образца, как рода и как собственно образа, но всегда с потерей качества совершенства, в той или иной степени. 
В таком контексте взаимодействие между объектом и субъектом в процессе познания интерпретируется Платоном как общение (койнония, κοινόνία) между эйдосом объекта и душой субъекта, результатом чего является отпечаток эйдоса в душе человека, т. н. ноэма (νόημα). «Эйдос», по Платону, — то, на что на самом деле направлена постигающая способность человека творческого. «Эйдос» — то подлинное, что даётся в умопостижении, в отвлечении от нашего мнения о вещи и от чувственных впечатлений, которые отражают только восприятие от материального бытия вещи. Таким образом, человек потребляющий продукты творчества может не являться творцом, и наоборот, зачастую творцы избегают употребления чужих творений, дабы "не отпугнуть свою музу чужой", иными словами не отбить собственный эстетический вкус сторонним. 
В философии Аристотеля эйдос мыслится далее как имманентный в отношении материального субстрата вещи и неотделимый от вещи (в XIX в. этот аспект в понимании Аристотеля получил название гилеморфизма); то есть, грубо говоря, значит также собственно форму вещи .  
В систематике Аристотеля (в сфере логики и биологии) термин «эйдос» употребляется также в значении «вид» как классификационная единица, в соотношении с «родом». В аналогичном значении термин «эйдос» употребляется также в традиции античной истории (Геродот, Фукидид).
В стоицизме и неоплатонизме эйдос приобретает разнообразные значения (начиная с «наружности тела» и кончая самостоятельной субстанциальной идеей). Стоицизм сближает понятие эйдоса с понятием логоса, акцентируя в нём креативное, организующее начало («сперматический логос»). Неоплатонизм атрибутирует эйдос в платоновском понимании Единому как «мысли» (по Альбину), Нусу как демиургу (Плотин); многочисленные эйдосы в аристотелевском понимании (как имманентные гештальты организации объектов) — продуктам эманации.
Нусу как демиургу всё сущее дано эйдетическим образом, то есть как раздельное, где каждый момент пребывает в себе и, в то же время, переходит в иное — так как сущее, будучи одно и само-по-себе, в то же время, есть и всё [остальное] в совокупности. Такую точку зрения на эйдос особенно отстаивал Плотин, у которого можно найти понимание эйдоса даже как интеллигенции, то есть особенного самосознания.
В позднем неоплатонизме такое «апперцептуальное» понимание эйдоса исчезает (умопостигаемое здесь становится «симфонией богов», каждый из которых является носителем самосознания как одним из моментов своей собственной природы). Эйдос превращается в момент эйдетического бытия в строгом платоновском смысле термина, то есть эйдос — итог-предмет умопостижения, собственно знания. Эйдосы — части бытия, которые в сущности пребывали неотделимыми от целого, а в жизни стали разделяться и исходить, эманировать. В этом смысле эйдос является итогом, «изваянием» жизненного процесса. Он ещё не существует как нечто само-по-себе, то есть как ограниченное в бытии (а таково существование тел и смертного). Целое для него — Нус. Однако он выступает итогом различения и разделения, будучи уже не целым, но особенным.
Эйдос, хотя устанавливается диалектическим рассуждением, не дедуцируется, так как эйдосы пред-даны Нусу будучи «отпечатками» Единого в сущем (Римская школа), или результатами «выхождения бытия в жизнь» (Афинская школа). Поскольку эйдетическое есть собственно всё, но как собственно раздельное всё, в нём присутствуют эйдосы всего (всего природного, всех живых существ и т. п.). То есть, используя пример Плотина, можно сказать, что эйдос носорога логически не выводим ни из Нуса как тождества мыслящего и мыслимого, ни из вообще идеи живого существа; этот эйдос дан изначально как одно из проявлений творческой активности Единого.

## Послеплатоновская традиция
В средневековой философии семантика эйдоса актуализируется как архетипической основы вещей: archetipium, как прообраз вещей в мышлении Божьем (в ортодоксальной схоластике); haecceitos, «этовость» вещи как предшествующая «самости» и в свободном креационном волеизъявлении Божьем (Иоанн Дунс Скот); концепция species (образ, лат. эквивалент эйдоса) в позднем скотизме; презумпция visiones (мысленных образов) у Николая Кузанского и др.
В позднеклассической и неклассической философии понятие эйдоса обретает «второе дыхание»: спекулятивные формы разворачивания содержания Абсолютной идеи до объективации её в инобытии природы у Гегеля; учение о «мире разумных идей» у Шопенгауэра. В феноменологии Гуссерля термин «эйдос», отчасти в латинском переводе species, означает наивысшую мыслительную абстракцию, которая тем не менее дана конкретно, наглядно и вполне самостоятельно, то есть равняется сущности.